# Big Beat
Big Beat — шестой студийный альбом Sparks, выпущенный в 1976 году (Island Records — в Великобритании, Columbia Records — в США). Синглами из альбома вышли «Big Boy» и «I Like Girls» (ранний трек, прежде не выпускавшийся). Первый из них был включен в саундтрек фильма Rollercoaster.

## История создания
Разочарованные относительной неудачей альбома Indiscreet и чувствуя приближение эры качественно новой, более жёсткой и агрессивной музыки, братья Маэлы решили распустить английский состав и вернуться в США. Местом работы над следующим альбомом был избран Нью-Йорк, продюсером — Руперт Холмс.
В интервью французскому журналу Rock & Folk (в июле 1976 года) Расселл в радужных тонах живописал будущее, которое он связывал с непременным успехом нового альбома, и обещал, что группа после его выхода проведёт гастроли с Патти Смит. Предполагалось, что пластинка станет нововолновой, в соответствии с новейшим веянием музыкальной моды. При этом всем было ясно, что сам Холмс к «новой волне» не имел отношения: успешный пианист, аранжировщик и автор песен, он был известен хитом 1971 года «Timothy» (а позже записывал таких звёзд, как Барбра Стрейзанд).
С помощью менеджера Хьюлетта был сформирован новый состав, куда, помимо Маэлов, вошли бас-гитарист Сэл Майда (англ. Sal Maida, экс-Roxy Music, Milk'n'Cookies — с последними у Sparks был общий менеджмент), сессионный барабанщик Хилли Майклс (англ. Hilly Michaels), a также временно — Мик Ронсон, c которым Рон и Расселл познакомились через продюсера Тони Висконти.
Братья Маэлы надеялись уговорить Ронсона остаться постоянным участником состава, но тот принял участие в записи лишь трёх песен («Big Boy», «Everybody’s Stupid» и «I Want To Be Like Everybody Else»), после чего — в силу занятости с Иэном Хантером и проектом Rolling Thunder Tour Боба Дилана — уступил место в составе Sparks гитаристу Джеффри Салену из группы Tuff Darts.
Идея альбома Big Beat была напрямую связана с кино. В 1976 году Рона и Рассела Маэлов пригласил к сотрудничеству французский кинорежиссёр Жак Тати, задумавший снять фильм под названием «Confusion». Главным его героем должен был стать мсье Юло (персонаж, известный по двум фильмам 1950-х годов того же автора) — холостяк, которому свойственно попадать во всевозможные странные ситуации. Фильм снят не был, режиссёр вскоре скончался, но у Маэлов осталась песня «Confusion», с которой и начался весь альбом
Big Beat записывался в манхэттенской студии Mediasound Recording в течение августа 1976 года. Звукоинженером был приглашён Джеффри Лессер (англ. Jeffrey Lesser), ему помогали Боб Клиармаунтн, Харви Гольдберг и Майкл Барбиеро. Рон Маэл сменил электронное пианино «Electra-piano» фирмы RMI на настоящий рояль, сознательно отказался от мюзик-хольных идей и оставил звуковое пространство для новых музыкантов.
Два трека — версия «I Want To Hold Your Hand» Леннона и Маккартни (предполагавшийся дуэт Расселла с Марианн Фэйтфул) и «England» (записанные при участии Эрла Мэнки) — в первоначальный виниловый вариант альбома включены не были. Обе вышли синглом в нескольких европейских странах (который почти сразу же сделался раритетным), а позже были включены в Indiscreet CD бонусами.
Первым синглом из альбома вышел «Big Boy» (с «Fill-er-Up» на обороте), Успеха в чартах он не имел, как и сам Big Beat — невзирая на яркую презентацию, проведённую в парке аттракционов Magic Mountain (Валенсия, Калифорния). Sparks вышли в гастроли по США в изменённом составе: басист Дэвид Свансон (англ. David Swanson) заменил Сэла Мэйду, а гитаристами в группу вошли Люк Замперини (англ. Luke Zamperini) и Джимми Макалистер (англ. Jimmy McAllister).

Впоследствии все сошлись на том, что эксперимент Sparks с ужесточением звука оказался неудачным, в первую очередь из-за выбора продюсера. Джон Хьюлетт говорил, что Холмс призван был стать для Sparks тем, кем Боб Эзрин стал для Alice Cooper, но ожидания не оправдались. Рон Маэл отмечал, насколько записи, сделанные с Ронсоном, звучат лучше, чем всё, что было сделано без него:
Демо с участием Мика Ронсона действительно звучат лучше, чем альбом в целом. У нас есть кассеты тех совсем сырых сессий, где на многих вещах играет Мик Ронсон, и они звучат великолепно, потому что он играет с большой самоотдачей. В конечном итоге Руперт Холмс записал Big Beat и это было странно, потому что он ведь — совсем не тот продюсер, которому стоило бы браться за звучание такого рода.Оригинальный текст (англ.)The demos featuring Mick Ronson actually sound better than what the final album sounded like.(...) I think producer Rupert Holmes might have been around for the sessions. We still have the cassettes of  the really rough demos of Mick Ronson playing a lot of the songs and they sound really great because he plays with a lot of abandon. Rupert Holmes finally produced “Big Beat” and it was such a funny thing because he’s 180 degrees away from the sort of producer that should be producing that kind of sound. Рон Маэл в беседе с Джимом Уилсоном, 2003 год.

## Список композиций
- «Big Boy» — 3:30
- «I Want To Be Like Everybody Else» — 2:57
- «Nothing To Do» — 3:09
- «I Bought The Mississippi River» — 2:29
- «Fill-er-up» — 2:20
- «Everybody’s Stupid» — 3:41
- «Throw Her Away (and Get A New One)» — 3:15
- «Confusion» — 3:27
- «Screwed Up» — 4:20
- «White Women» — 3:24
- «I Like Girls» — 2:58

### 21st Century Edition (бонусы)
- «I Want to Hold Your Hand» — 2:56 (Леннон-Маккартни)
- «England» — 3:18
- «Gone with the Wind» — 3:07
- «Intrusion/Confusion» — 2:47
- «Looks Aren’t Everything (Demo)» — 3:28
- «Tearing The Place Apart (Demo)» — 3:38

## Участники записи
- Russell Mael — вокал
- Ron Mael — клавишные
- Sal Maida — бас-гитара
- Jeffrey Salen — гитара
- Hilly Boy Michaels — ударные